# South of Sanity
South of Sanity es una película de terror del Reino Unido de 2012, dirigida, filmada y editada por Kirk Watson y escrita y codirigida por Matthew Edwards, ambos protagonistas de la cinta. La película fue estrenada el 31 de octubre de 2012, siendo la primera producción de ficción en ser grabada en su totalidad en la Antártida.

## Sinopsis
La película tiene lugar en la Antártida, centrada en un equipo de rescate que fue enviado a la estación de investigación de Routledge para investigar la falta de comunicación del equipo con el mundo exterior. Una vez allí, el equipo descubre que no hay sobrevivientes, pero encuentra un diario que describe los últimos días del equipo de investigación. El diario repasa el creciente descontento y la paranoia del equipo, ya que un misterioso asesino los ataca uno por uno. Ahora, el equipo de rescate deberá hacer frente al peligro y descubrir el misterio de dichos asesinatos y la identidad del perpetrador.

## Reparto
- Mathew Edwards como Rob.
- Kirk Watson como Gaz.
- Melissa Langridge como Katrina.
- Daniel Edmunds como Sam.
- Matt Von Tersch como Frank.
- Tony McLaughlan como Phil.
- Shaun Scopes como Joe.
- Riet Van de Velde como Luke.
- James Wake como Nicolas.
- Jonathon Yates como Doug.
- Dave Routledge como Mike.
- Terri Souster como Sharon.
- Paul Craske como Matt.

## Producción
Watson comenzó a trabajar en la película mientras trabajaba para la Investigación Antártica Británica, viendo la película como una forma de pasar el tiempo y de perfeccionar su filmación. Matt Edwards inicialmente escribió el guion como una historia corta, pero eligió adaptarlo a un guion.

## Recepción
Joseph Wade de Something Awful le dio una crítica negativa a la película, afirmando: "South of Sanity está llena de clichés del cine slasher, y rara vez usa alguno de ellos bien".